# Tracy Hickman

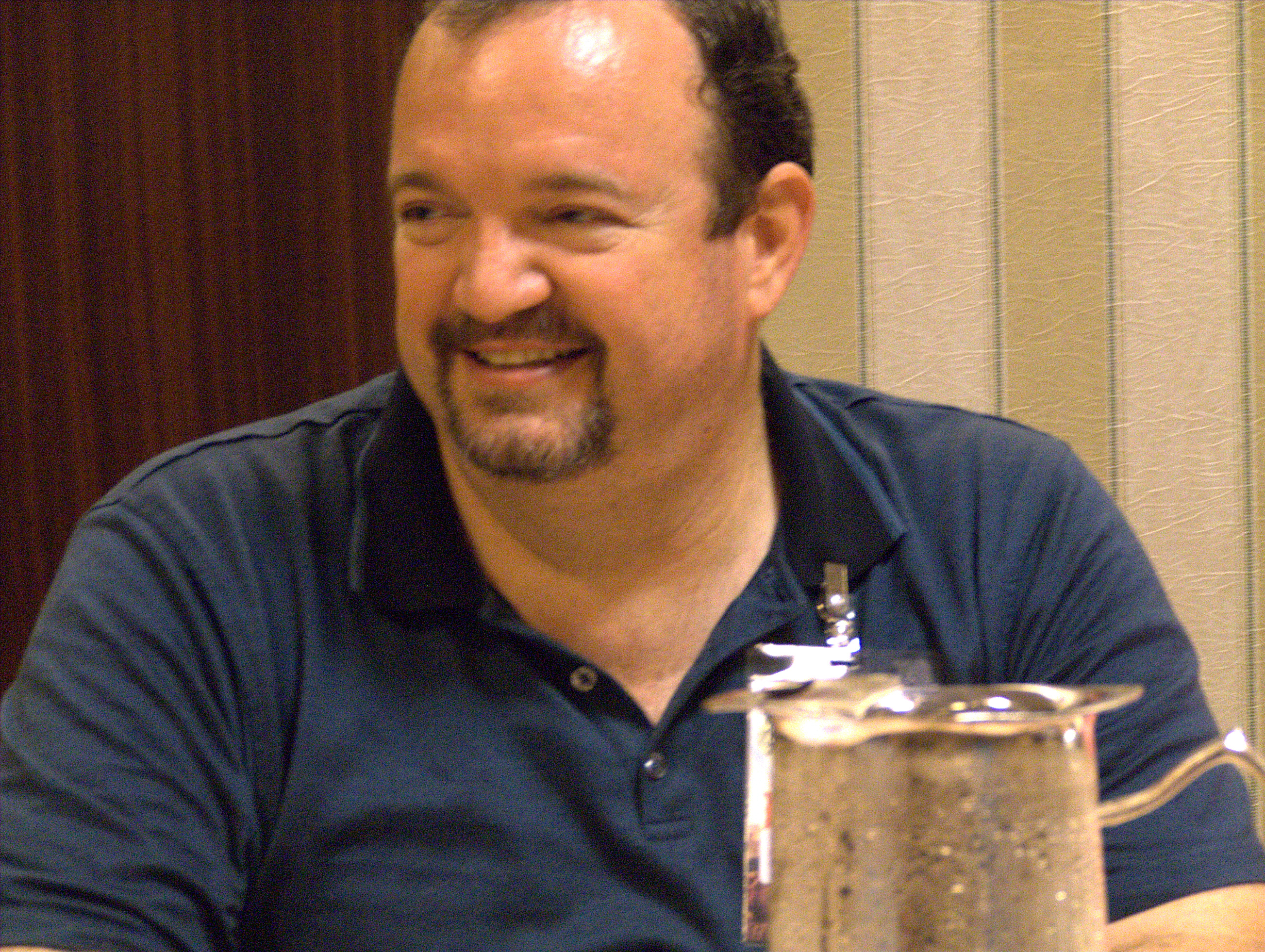
Tracy Hickman în 2006

Tracy Raye Hickman (n. 26 noiembrie 1955, Salt Lake City, Utah, Statele Unite) este unul dintre cei mai bine vânduți autori de lucrări de fantezie, cel mai bine cunoscut pentru munca sa la seria Dragonlance ca designer de joc și ca autor, împreună cu Margaret Weis, în timp ce a lucrat pentru TSR. S-a căsătorit cu Laura Curtis în 1977 și împreună au patru copii. 

### Dragonlance
- Chronicles:
  1. Dragons of Autumn Twilight 1 (1984)
  2. Dragons of Winter Night 1 (1985)
  3. Dragons of Spring Dawning 1 (1985)
- Legends:
  1. Time of the Twins 1 (1986)
  2. War of the Twins 1 (1986)
  3. Test of the Twins 1 (1986)
- The Second Generation 1 (1995)
- Dragons of Summer Flame 1 (1996)
- The War of Souls:
  1. Dragons of a Fallen Sun 1  (2000) (Câștigător în 2000 al Origins Award pentru Cel mai bun joc bazat pe un roman [1])
  2. Dragons of a Lost Star 1 (2001)
  3. Dragons of a Vanished Moon 1 (2002)
- The Lost Chronicles:
  1. Dragons of the Dwarven Depths 1 (2006)
  2. Dragons of the Highlord Skies 1 (2007)
  3. Dragons of the Hourglass Mage 1 (2009)

### Darksword
1. Forging the Darksword 1 (1987)
2. Doom of the Darksword 1 (1988)
3. Triumph of the Darksword 1 (1988)
4. Legacy of the Darksword 1 (1997)

### Rose of the Prophet
1. The Will of the Wanderer 1  (1988)
2. Paladin of the Night 1  (1989)
3. The Prophet of Akhran 1  (1989)

### Death Gate Cycle
1. Dragon Wing 1  (1990)
2. Elven Star 1  (1991)
3. Fire Sea 1  (1992)
4. Serpent Mage 1  (1993)
5. The Hand of Chaos 1  (1993)
6. Into the Labyrinth 1  (1994)
7. The Seventh Gate 1  (1995)

### Songs of the Stellar Wind
1. Requiem of the Stars  (1996)

### Starshield
1. Starshield: Sentinels 1  (1996)
2. Nightsword 1  (1998)

### StarCraft
1. StarCraft: Speed Of Darkness 7  (2002)

### Sovereign Stone
1. Well of Darkness 1  (2000)
2. Guardians of the Lost 1  (2001)
3. Journey into the Void 1  (2003)

### Bronze Canticles
1. Mystic Warrior 2  (2004)
2. Mystic Quest 2   (2005)
3. Mystic Empire 2   (2006)

### Dragonships of Vindras
- Bones of the Dragon1 (2009)
- Secret of the Dragon (2010)
- Rage of the Dragon (2012)
- Doom of the Dragon (2016)

### The Annals of Drakis
1. Song of the Dragon 2  (Jul 2010)
2. Citadels of the Lost 2 (Jul 2011)
3. Blood of the Empire 2   (TBA)

### Alte romane
1. The Immortals  (1996)
2. Starcraft: Speed of Darkness  (2002)

1 (co-autor Margaret Weis)

2 (co-autor Laura Hickman)